# William Douglas de Amorim
William Douglas de Amorim, noto semplicemente come William (Ipatinga, 15 dicembre 1991), è un calciatore brasiliano, centrocampista svincolato.

## Biografia
William Douglas de Amorim nasce da un'umile famiglia di Ipatinga, comune brasiliano situato nei pressi della Vale do Rio Doce, figlio di José Roselito de Amorim e di Marilena de Paula Costa. Dal 2010, dopo aver firmato un contratto con l'Astra, è domiciliato a Giurgiu, capoluogo dell'omonimo distretto. Dal 27 maggio 2016 possiede la cittadinanza rumena.

## Caratteristiche tecniche
Anche se il suo ruolo preferito è l'ala sinistra, può essere utile anche come trequartista o ala destra.

## Carriera

### Club

#### Giovanili
De Amorim ha iniziato la sua carriera da calciatore all'Atlético Sorocaba nel 2005. Un anno dopo ha lasciato la società paulista per il Gremio Porto Alegre. Nel 2007 torna nello Stato di San Paolo, entrando nelle giovanili del Corinthians.

#### Arapongas e Astra Giurgiu
Nel 2009 firma un contratto annuale con gli amatori dell'Arapongas. L'anno seguente, dopo aver impressionato l'allenatore Emil Ursu in una partita, gli è stato offerto un provino dall'Astra Giurgiu. Esordisce con i rumeni il 26 luglio 2010, in un'amichevole persa per 2-1 a favore della Conpet Ploiești. La sua avventura in Europa non inizia nel migliore dei modi. Nella prima stagione ha collezionato solo 4 presenze, tra cui 2 per la prima squadra e le altre due per la seconda. Marca le sue prime due reti nella partita con la Steaua II, vinta per 3-1 dai bianconeri. Col passare del tempo inizia a giocare più spesso, sia con la prima, che con la seconda squadra. Già nella seconda stagione diventa un giocatore chiave dell'Astra Giurgiu, con la quale ha riuscito a qualificarsi anche per l'Europa League. Il 31 maggio 2014 conquista il suo primo trofeo, la Coppa di Romania, vinta per 4-2 ai tiri di rigore contro la Steaua Bucarest. Due mesi dopo vince la Supercoppa di Romania, disputata ancora contro la Steaua, questa volta per 5-3, sempre ai calci di rigore. Il 6 novembre 2014 riesce a marcare il suo primo gol nelle coppe europee contro il Celtic. Nel 2016 vince ancora due trofei: il campionato rumeno ed un'altra Supercoppa di Romania.

#### Steaua Bucarest
Il 12 agosto 2016, dopo 6 anni trascorsi all'Astra Giurgiu, passa ai rivali della Steaua Bucarest insieme al compagno di reparto Fernando Boldrin per un milione di euro.

## Palmarès

### Club

#### Competizioni nazionali
- Campionato rumeno: 1

Astra Giurgiu: 2015-2016
- Coppa di Romania: 1

Astra Giurgiu: 2013-2014
- Supercoppa di Romania: 2

Astra Giurgiu: 2014, 2016